# Чемпионство мира IWGP в тяжёлом весе
Чемпионство мира IWGP в тяжёлом весе (англ. IWGP World Heavyweight Championship, яп. IWGP世界ヘビー級王座) — является мировым чемпионским титулом по рестлингу в тяжёлом весе, которым владеет японский промоушн New Japan Pro-Wrestling (NJPW). IWGP — это аббревиатура руководящего органа NJPW, Международного гран-при по рестлингу (англ. International Wrestling Grand Prix). Титул был создан 1 марта 2021 года, путём объединения чемпионата IWGP в тяжёлом весе с титулом интерконтинентального чемпиона IWGP.

## История титула

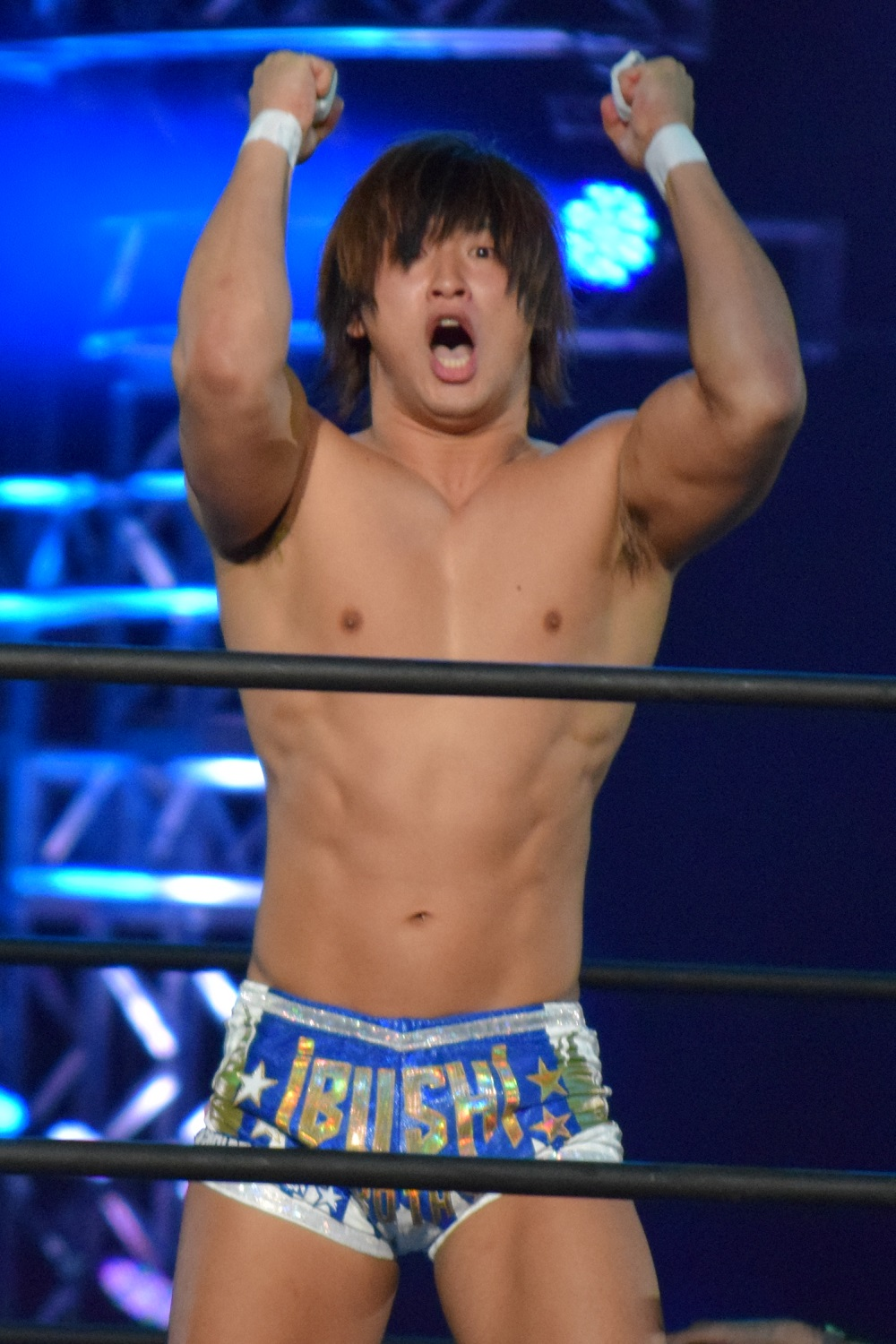
Кота Ибуси — первый обладатель титула

5 января 2020 года Тецуя Найто завоевал титулы чемпиона IWGP в тяжёлом весе и титул интерконтинентального чемпиона IWGP. Оба титула сохранили свою индивидуальную историю, но защищались одновременно. Иногда это называли «Двойным чемпионством». Через год после победы Найто президент NJPW объявил об объединении титулов, деактивировав интерконтинентальный титул и сформировав новый титул чемпиона мира IWGP в тяжёлом весе. 4 марта 2021 года двойной чемпион Кота Ибуси победил Эль Десперадо, объединив и отправив в историю оба титула.
Вместе с анонсом нового чемпионата был анонсирован и новый чемпионский пояс. Пока новый пояс не был готов, Ибуси продолжал владеть старыми поясами IWGP. В итоге новый пояс был представлен и вручен чемпиону Ибуси на презентации 30 марта 2021 года. Его дизайн вобрал в себя дизайн поясов двух старых титулов.
| № | Чемпион         | Дата          | Шоу                             | Место         | Чемпионство | Дней | Защит | Прим. |
| - | --------------- | ------------- | ------------------------------- | ------------- | ----------- | ---- | ----- | ----- |
| 1 | Кота Ибуси      | 4 марта 2021  | 49th Anniversary Show           | Токио, Япония | 1-е         | 31   | 0     | [ 4 ] |
| 2 | Уилл Оспрей     | 4 апреля 2021 | Sakura Genesis                  | Токио, Япония | 1-е         | 46   | 1     | [ 5 ] |
| — | Вакантный       | 20 мая 2021   | —                               | —             | —           | —    | —     | [ 5 ] |
| 3 | Синго Такаги    | 7 июня 2021   | Dominion 6.6 in Osaka-jo Hall   | Осака, Япония | 1-е         | 211  | 3     | [ 6 ] |
| 4 | Кадзутика Окада | 4 января 2022 | Wrestle Kingdom 16, первый день | Токио, Япония | 1-е         | 159  | 4     | [ 7 ] |
| 5 | Джей Уайт       | 12 июня 2022  | Dominion 6.12 in Osaka-jo Hall  | Осака, Япония | 1-е         | 206  | 3     | [ 8 ] |
| 6 | Кадзутика Окада | 4 января 2023 | Wrestle Kingdom 17              | Токио, Япония | 2-е         | 94   | 2     |       |
| 7 | Санада          | 8 апреля 2023 | Sakura Genesis                  | Токио, Япония |             |      |       |       |